# Fairey Flycatcher
Die Fairey Flycatcher war ein britisches trägergestütztes Doppeldecker-Jagdflugzeug aus den 1920er Jahren, das von der Fairey Aviation Company hergestellt wurde. Es absolvierte seinen Erstflug am 28. November 1922.

## Entwicklung
Die Fairey Flycatcher war als Jagdeinsitzer ausgelegt, der sowohl von Flugzeugträgern aus starten als auch als Katapultflugzeug von Großkampfschiffen aus eingesetzt werden konnte. Sie war eines der ersten Flugzeuge, die speziell für diesen Einsatz konzipiert wurden. Zu diesem Zweck erhielt die Flycatcher Landeklappen an beiden Tragflächen, die eine kurze Start- und Landestrecke ermöglichten. Die Tragflächen konnten zwar nicht abgeklappt werden, jedoch in Segmente zu je 4 m demontiert werden. Für den Einsatz als Katapultflugzeug konnte das Fahrwerk gegen Schwimmer, für die Wasserlandung in Schiffsnähe, ausgetauscht werden. Auch eine Fahrwerks-Kombination mit Rädern und Schwimmern für den amphibischen Einsatz war vorhanden.

## Beschreibung
Obwohl nach dem Ersten Weltkrieg entwickelt, blieb die Flycatcher doch dem Flugzeugbau jener Jahre verhaftet, was insbesondere die verwendeten Materialien betrifft. Die Tragflächen und der hintere Teil des Rumpfes waren stoffbespannte Holzkonstruktionen, nur der vordere Teil des Rumpfes war aus Metall gefertigt. An Stelle eines Spornrads hat das Modell einen Rumpfsporn. Die Produktion begann 1923, in den folgenden Jahren kam die Flycatcher zum Einsatz auf allen Flugzeugträgern der Royal Navy, neben anderen bekannteren Flugzeugmustern wie der Fairey III oder der Blackburn Ripon. Im Jahr 1935 wurde sie außer Dienst gestellt.
Es existiert noch ein flugfähiger Nachbau in Großbritannien. Er kann im Fleet Air Arm Museum in Yeovil im Süden der Grafschaft Somerset besichtigt werden.

## Technische Daten
| Kenngröße             | Daten                                                                   |
| --------------------- | ----------------------------------------------------------------------- |
| Besatzung             | 1                                                                       |
| Länge                 | 7,01 m                                                                  |
| Spannweite            | 8,84 m                                                                  |
| Höhe                  | 3,66 m                                                                  |
| Leermasse             | 924 kg                                                                  |
| Startmasse            | 1350 kg                                                                 |
| Antrieb               | ein Sternmotor Armstrong Siddeley Jaguar III/IV mit 400 PS (ca. 290 kW) |
| Höchstgeschwindigkeit | 216 km/h                                                                |
| Dienstgipfelhöhe      | 5800 m (4300 m mit Schwimmern)                                          |
| Reichweite            | 500 km                                                                  |
| Bewaffnung            | 2 × Vickers-MG (synchronisiert), 4 × 20-Pfund Bomben                    |